# Phytomyza sibirica
Phytomyza sibirica este o specie de muște din genul Phytomyza, familia Agromyzidae, descrisă de Friedrich Georg Hendel în anul 1935. Conform Catalogue of Life specia Phytomyza sibirica nu are subspecii cunoscute.